# Cheyenne (serie de televisión)
Cheyenne es una serie de televisión estadounidense de género wéstern, emitida entre los años 1955 y 1963 por el canal ABC y protagonizada por Clint Walker.

## Argumento
Después de la Guerra Civil, Cheyenne Bodie (Clint Walker), cowboy aventurero, recorre la región oeste de Estados Unidos en busca de justicia, imponiéndola a los bandoleros, indios y cuatreros.
Cheyenne debutó en 1955 por la cadena de televisión ABC y se filmaron 108 episodios en blanco y negro.

## Protagonistas
- Clint Walker: Cheyenne Bodie
- Clyde Howdy: Pueblerino
- Fred Carson: Indio
- Lane Chandler: Bailey
- Mickey Simpson: Bassing